# Harum Sari
Harum Sari is een bestuurslaag in het regentschap Aceh Tamiang van de provincie Atjeh, Indonesië. Harum Sari telt 1765 inwoners (volkstelling 2010).